# Рихштайн
Рихштайн (нем. Richstein) — поселение сельского типа в составе города Бад-Берлебург в районе Зиген-Виттгенштайн (земля Северный Рейн-Вестфалия, Германия). Населённый пункт был включён в состав Бад-Берлебурга после реформы местного самоуправления 1975 года.

## География

### Положение
Рихштайн расположен на юго-востоке территории города Бад-Берлебурга, в непосредственной близости с границей земли Гессен. Автодорога земельного значения L 903 связывает поселение с центром Бад-Берлебурга и расположенным южнее городом Бад-Ласфе. Населённый пункт окружён лесистыми горами, на одной из которых находятся развалины замка Рихштайн. Наиболее высокая гора в окрестностях Рихштайна — Хоэнштифт (609 м). Через поселение протекает ручей Ляйзебах, приток реки Эдер. На юге поселение граничит с природоохранной территорией «Магергрюнланд Рихштайн» общей площадью более 169 га.

### Соседние населённые пункты
- Арфельд — поселение на севере по дороге в Бад-Берлебург[3]
- Беддельхаузен — поселение на северо-востоке в долине реки Эдер[3]
- Пудербах - поселение на юго-западе по дороге в Бад-Ласфе[3]

## История
Первое документальное упоминание о Рихштайне относится к 1384 году и в нём описывает замок Рихштайн (в оригинале: Ришенштайн) как феодальное владение семьи Витгенштейнов.
Начиная с XV века, Рихштfйн представлял собой так называемое «свободное» поселение со своей официальной местной администрацией и судом. В 1590 году деревня, до этого располагавшаяся на замковой горе, полностью сгорела. В результате замок пришёл в запустение. Строительство деревни, которая сейчас располагается в долине, началось в XVI веке. Ещё один пожар 1828 года частично уничтожил новую деревню.
До регистрации нового административного деления региона, вступившего в силу 1 января 1975 года, это поселение было независимым муниципалитетом в тогдашнем районе Виттгенштайн.

### Динамика численности населения
- 1572: 31 житель без собственного домовладения
- 1634: 27 солдат
- 1662: 19 домов
- 1736: 230 жителей
- 1819: 344 жителя в 27 домах
- 1854: 437 жителей в 60 домах
- 1900: 308 жителей
- 1961: 456 жителей[2]
- 1970: 428 жителей[2]
- 1974: 397 жителей[5]
- 2012: 321 житель
- 2021: 295 жителей[1]